# Henrik Lundström (skådespelare)
Per Henrik Lundström, född 13 december 1983, är en svensk skådespelare.
Han tog examen vid S:t Eriks gymnasiums teaterutbildning 2003.

## Filmografi (urval)
- 2000 – Tillsammans
- 2001 – Picknick på kyrkogården
- 2002 – Bror min
- 2002 – Viktor och hans bröder (Guldbagge för bästa kortfilm)
- 2003 – Ondskan
- 2003 – Sprickorna i muren
- 2004 – Håkan Bråkan & Josef - Ludde
- 2005 – Graven
- 2005 – Kocken
- 2006 – Göta kanal 2 – kanalkampen
- 2006 – Om ett hjärta
- 2007 – Darling
- 2008 – Kärlek 3000
- 2012 – Arne Dahl: Europa Blues (TV-serie)
- 2013 – Studentfesten
- 2013–2015 – Bron (TV-serie)
- 2013 – Elsas värld
- 2015 – Johan Falk: Blodsdiamanter
- 2017 – The Last Kingdom (TV-serie)
- 2023 – Tillsammans 99